# Ottawa (Illinois)
Ottawa je grad u američkoj saveznoj državi Ilinois. Prema popisu stanovništva iz 2010. u njemu je živjelo 18.768 stanovnika.